# 湖南科技学院
湖南科技学院（英語: Hunan University of Science and Engineering）は、中国湖南省永州市に本部を置く中国の公立大学。1941年創立、1941年大学設置。
2019年10月時点では、学校の面積は73万平方メートル、建築面積は51万平方メートル、生徒数約	15,149人、教職員1,211人。

## 略歴
- 1941年、湖南科技学院の起源は、湖南省政府が設立した湖南省立第七師範学校

- 1971年、「零陵師範高等専科学校」設立

- 1979年、湘潭大学零陵分校を吸収合併する

- 2002年、「零陵学院」と改称

- 2004年、「湖南科技学院」と改称

## 基礎データ

### 校訓
- 「徳才兼備 自強不息」

### 校歌
- 「瀟湘之歌」。群力作詞·唐孟沖作曲。[3]

## 組織
「学院」も「系」も日本の大学の学部にほぼ相当する。「学部」は「学院」と「系」の上の編成で、実体はなく、日本の「学部」とは位置付けが異なっている。妙訳がないのでそのまま記す。
- 音楽·舞踊学院
- 新聞傳播系
- 経済·管理系
- 美術·芸術設計学院
- 中国語言文学系
- 信息技術·教育系
- 法律系
- 外国語言文学系
- 体育系
- 電子工程系
- 数学·計算科学系
- 計算機·通信工程系
- 生命科学·化学工程系
- 土木工程·建設管理系
- 大学英語教学部
- 思想政治理論課教学科研部

## 附属機関

### 附属図書館
- 湖南科技学院図書館、蔵書数は全館合計で約90.3万冊

## 大学の人物一覧

### 教授
- 学長：曾寶成
- 党委書記：陳弘

## 対外関係
- 日本
  - 亜細亜友之会外語学院[4]
  - 聖泉大学[5]